# Superliga de Voleibol Masculina 2021-2022
La Superliga de Voleibol Masculina 2021-2022, 58ª edizione della massima serie del campionato spagnolo di pallavolo maschile, si è svolta dal 2 ottobre 2021 al 30 aprile 2022: al torneo hanno partecipato dodici squadre di club spagnole e la vittoria finale è andata per la dodicesima volta all'Almería.

## Regolamento

### Formula
La formula ha previsto:
- Regular season, disputata con girone all'italiana, con gare di andata e ritorno, per un totale di ventidue giornate: le prime otto classificate hanno acceduto ai play-off scudetto, mentre le ultime due classificate sono retrocesse in Superliga 2.
- Play-off scudetto, disputati con:
  - Quarti di finale e semifinali, giocate al meglio di due vittorie su tre gare.
  - Finale, giocata al meglio di tre vittorie su cinque gare[3].

### Criteri di classifica
Se il risultato finale è stato di 3-0 o 3-1 sono stati assegnati 3 punti alla squadra vincente e 0 a quella sconfitta, se il risultato finale è stato di 3-2 sono stati assegnati 2 punti alla squadra vincente e 1 a quella sconfitta.
L'ordine del posizionamento in classifica è stato definito in base a:
- Punti;
- Numero di partite vinte;
- Ratio dei set vinti/persi;
- Ratio dei punti realizzati/subiti;
- Risultato degli scontri diretti;
- Classifica avulsa[4].

## Squadre partecipanti
Le squadre neopromosse dalla Superliga 2 de Voleibol Masculina sono state il Aldebarán e il Valencia, rispettivamente vincitrice e finalista della fase finale del campionato cadetto.
| Club            | Stagione | Città                      | Impianto                            | Stagione precedente |
| --------------- | -------- | -------------------------- | ----------------------------------- | --- |
| Aldebarán       | dettagli | San Sadurniño              | Pabellón Municipal de San Sadurniño | 2ª in Superliga 2 de Voleibol Masculina (gruppo A); 1ª in fase finale (gruppo A); vincitrice Superliga 2 de Voleibol Masculina |
| Almería         | dettagli | Almería                    | Pabellón Moisés Ruiz                | 3ª in Superliga de Voleibol Masculina; finale play-off scudetto                                                                |
| Cabo de Cruz    | dettagli | Boiro                      | Pabellón A Cachada                  | 9ª in Superliga de Voleibol Masculina                                                                                          |
| Eivissa         | dettagli | Ibiza                      | Pavelló Sa Blanca Dona              | 9ª in Superliga de Voleibol Masculina                                                                                          |
| Emevé           | dettagli | Lugo                       | Pabellón Municipal de Deportes      | 8ª in Superliga de Voleibol Masculina; quarti di finale play-off scudetto                                                      |
| Guaguas         | dettagli | Las Palmas de Gran Canaria | Centro Insular de Deportes          | 1ª in Superliga de Voleibol Masculina; Campione di Spagna                                                                      |
| Manacor         | dettagli | Manacor                    | Polideportivo Miguel Ángel Nadal    | 7ª in Superliga de Voleibol Masculina; quarti di finale play-off scudetto                                                      |
| Melilla         | dettagli | Melilla                    | Pabellón Javier Imbroda Ortiz       | 5ª in Superliga de Voleibol Masculina; semifinali play-off scudetto                                                            |
| Palma           | dettagli | Palma di Maiorca           | Palau Municipal d'Esports Son Moix  | 4ª in Superliga de Voleibol Masculina; quarti di finale play-off scudetto                                                      |
| Río Duero Soria | dettagli | Soria                      | Pabellón Los Pajaritos              | 6ª in Superliga de Voleibol Masculina; quarti di finale play-off scudetto                                                      |
| Teruel          | dettagli | Teruel                     | Pabellón Los Planos                 | 2ª in Superliga de Voleibol Masculina; semifinali play-off scudetto                                                            |
| Valencia        | dettagli | Valencia                   | Pavelló Municipal Benicalap sur     | 1ª in Superliga 2 de Voleibol Masculina (gruppo C); 2ª in fase finale (gruppo A); finalista Superliga 2 de Voleibol Masculina  |

## Torneo

### Regular season

#### Risultati
| Prima giornata |                           |     |                            |
|                |                           |     |                            |
| 02-10          | Emevé - Palma             | 0-3 | 20-25, 23-25, 20-25        |
| 02-10          | Guaguas - Cabo de Cruz    | 3-0 | 25-15, 25-15, 25-22        |
| 02-10          | Aldebarán - Melilla       | 0-3 | 17-25, 15-25, 15-25        |
| 02-10          | Almería - Valencia        | 3-0 | 25-17, 25-19, 25-18        |
| 02-10          | Teruel - Eivissa          | 3-0 | 25-14, 25-14, 25-17        |
| 02-10          | Manacor - Río Duero Soria | 3-1 | 22-25, 25-23, 25-21, 25-17 |

| Seconda giornata |                          |     |                                   |
|                  |                          |     |                                   |
| 09-10            | Río Duero Soria - Emevé  | 3-0 | 25-14, 25-18, 25-20               |
| 09-10            | Eivissa - Manacor        | 0-3 | 20-25, 20-25, 20-25               |
| 09-10            | Valencia - Teruel        | 0-3 | 19-25, 21-25, 13-25               |
| 10-10            | Melilla - Almería        | 2-3 | 25-23, 23-25, 19-25, 25-22, 13-15 |
| 09-10            | Cabo de Cruz - Aldebarán | 3-0 | 25-19, 25-19, 25-23               |
| 09-10            | Palma - Guaguas          | 1-3 | 15-25, 26-24, 18-25, 20-25        |

| Terza giornata |                           |     |                                  |
|                |                           |     |                                  |
| 16-10          | Emevé - Guaguas           | 1-3 | 25-22, 20-25, 21-25, 14-25       |
| 16-10          | Aldebarán - Palma         | 0-3 | 18-25, 25-27, 21-25              |
| 16-10          | Almería - Cabo de Cruz    | 3-0 | 25-19, 25-20, 25-23              |
| 16-10          | Teruel - Melilla          | 2-3 | 27-29, 28-26, 25-22, 23-25, 9-15 |
| 16-10          | Manacor - Valencia        | 3-0 | 25-22, 25-20, 25-22              |
| 16-10          | Río Duero Soria - Eivissa | 3-0 | 25-17, 25-21, 25-21              |

| Quarta giornata |                            |     |                                   |
|                 |                            |     |                                   |
| 23-10           | Eivissa - Emevé            | 1-3 | 15-25, 28-30, 25-20, 23-25        |
| 23-10           | Valencia - Río Duero Soria | 0-3 | 18-25, 21-25, 19-25               |
| 23-10           | Melilla - Manacor          | 3-0 | 25-20, 25-22, 25-15               |
| 23-10           | Cabo de Cruz - Teruel      | 2-3 | 24-26, 21-25, 29-27, 25-20, 10-15 |
| 23-10           | Palma - Almería            | 1-3 | 17-25, 19-25, 25-12, 23-25        |
| 23-10           | Guaguas - Aldebarán        | 3-0 | 25-17, 25-22, 25-12               |

| Quinta giornata |                           |     |                                   |
|                 |                           |     |                                   |
| 30-10           | Emevé - Aldebarán         | 3-1 | 25-17, 26-24, 21-25, 25-16        |
| 30-10           | Almería - Guaguas         | 3-1 | 25-15, 17-25, 25-20, 25-17        |
| 30-10           | Teruel - Palma            | 3-1 | 25-21, 28-26, 20-25, 25-13        |
| 30-10           | Manacor - Cabo de Cruz    | 3-1 | 25-21, 22-25, 25-18, 25-17        |
| 30-10           | Río Duero Soria - Melilla | 3-2 | 26-28, 20-25, 25-13, 25-21, 18-16 |
| 30-10           | Eivissa - Valencia        | 3-1 | 20-25, 25-20, 25-21, 25-18        |

| Sesta giornata |                                |     |                                   |
|                |                                |     |                                   |
| 06-11          | Valencia - Emevé               | 2-3 | 25-17, 25-20, 19-25, 22-25, 8-15  |
| 07-11          | Melilla - Eivissa              | 3-0 | 25-15, 25-15, 25-16               |
| 06-11          | Cabo de Cruz - Río Duero Soria | 3-2 | 25-15, 23-25, 25-27, 37-35, 15-12 |
| 06-11          | Palma - Manacor                | 1-3 | 20-25, 25-22, 18-25, 22-25        |
| 06-11          | Guaguas - Teruel               | 3-0 | 25-22, 25-17, 25-22               |
| 06-11          | Aldebarán - Almería            | 1-3 | 25-23, 20-25, 22-25, 13-25        |

| Settima giornata |                         |     |                                   |
|                  |                         |     |                                   |
| 29-11            | Emevé - Almería         | 0-3 | 16-25, 18-25, 13-25               |
| 13-11            | Teruel - Aldebarán      | 3-0 | 25-16, 25-22, 33-31               |
| 13-11            | Manacor - Guaguas       | 3-2 | 25-23, 20-25, 25-22, 37-39, 15-12 |
| 13-11            | Río Duero Soria - Palma | 3-0 | 25-22, 26-24, 25-23               |
| 13-11            | Eivissa - Cabo de Cruz  | 1-3 | 21-25, 20-25, 25-22, 21-25        |
| 13-11            | Valencia - Melilla      | 0-3 | 21-25, 16-25, 18-25               |

| Ottava giornata |                           |     |                            |
|                 |                           |     |                            |
| 22-11           | Melilla - Emevé           | 3-0 | 25-11, 25-16, 25-18        |
| 20-11           | Cabo de Cruz - Valencia   | 3-0 | 25-23, 25-22, 25-17        |
| 20-11           | Palma - Eivissa           | 3-1 | 28-26, 21-25, 25-18, 25-20 |
| 20-11           | Guaguas - Río Duero Soria | 3-0 | 25-20, 37-35, 25-20        |
| 20-11           | Aldebarán - Manacor       | 1-3 | 12-25, 16-25, 25-18, 18-25 |
| 20-11           | Almería - Teruel          | 3-0 | 25-21, 25-18, 25-17        |

| Nona giornata |                             |     |                                   |
|               |                             |     |                                   |
| 27-11         | Emevé - Teruel              | 1-3 | 25-21, 22-25, 22-25, 20-25        |
| 27-11         | Manacor - Almería           | 0-3 | 23-25, 14-25, 20-25               |
| 27-11         | Río Duero Soria - Aldebarán | 3-0 | 28-26, 25-15, 25-17               |
| 27-11         | Eivissa - Guaguas           | 0-3 | 19-25, 20-25, 20-25               |
| 27-11         | Valencia - Palma            | 0-3 | 21-25, 16-25, 19-25               |
| 28-11         | Melilla - Cabo de Cruz      | 3-2 | 25-20, 22-25, 25-15, 27-29, 15-13 |

| Decima giornata |                           |     |                                   |
|                 |                           |     |                                   |
| 04-12           | Emevé - Cabo de Cruz      | 3-2 | 20-25, 25-23, 26-28, 26-24, 15-8  |
| 04-12           | Palma - Melilla           | 3-2 | 23-25, 30-28, 18-25, 25-21, 19-17 |
| 04-12           | Guaguas - Valencia        | 3-0 | 25-20, 25-12, 25-17               |
| 04-12           | Aldebarán - Eivissa       | 3-0 | 25-20, 28-26, 25-16               |
| 04-12           | Almería - Río Duero Soria | 3-1 | 25-21, 25-21, 21-25, 25-20        |
| 16-12           | Teruel - Manacor          | 3-1 | 25-20, 23-25, 25-18, 25-21        |

| Undicesima giornata |                          |     |                                   |
|                     |                          |     |                                   |
| 11-12               | Manacor - Emevé          | 3-0 | 25-10, 25-14, 25-17               |
| 11-12               | Río Duero Soria - Teruel | 3-2 | 25-18, 25-23, 27-29, 29-31, 15-10 |
| 11-12               | Eivissa - Almería        | 1-3 | 25-23, 21-25, 20-25, 18-25        |
| 11-12               | Valencia - Aldebarán     | 3-0 | 25-17, 25-16, 25-19               |
| 11-12               | Melilla - Guaguas        | 3-1 | 33-31, 23-25, 27-25, 25-20        |
| 15-12               | Cabo de Cruz - Palma     | 2-3 | 24-26, 19-25, 30-28, 25-21, 9-15  |

| Dodicesima giornata |                           |     |                                   |
|                     |                           |     |                                   |
| 18-12               | Palma - Emevé             | 2-3 | 25-20, 25-21, 23-25, 22-25, 10-15 |
| 18-12               | Cabo de Cruz - Guaguas    | 1-3 | 25-17, 15-25, 23-25, 21-25        |
| 19-12               | Melilla - Aldebarán       | 3-0 | 25-21, 25-15, 25-21               |
| 19-12               | Valencia - Almería        | 0-3 | 23-25, 24-26, 21-25               |
| 18-12               | Eivissa - Teruel          | 3-1 | 17-25, 25-20, 25-19, 25-17        |
| 19-01               | Río Duero Soria - Manacor | 3-0 | 25-23, 25-17, 25-17               |

| Tredicesima giornata |                          |     |                                   |
|                      |                          |     |                                   |
| 08-01                | Emevé - Río Duero Soria  | 0-3 | 19-25, 18-25, 19-25               |
| 02-03                | Manacor - Eivissa        | 3-0 | 25-19, 25-22, 25-20               |
| 26-01                | Teruel - Valencia        | 2-3 | 28-26, 25-21, 21-25, 18-25, 13-15 |
| 16-03                | Almería - Melilla        | 3-2 | 14-25, 25-22, 25-11, 17-25, 15-11 |
| 16-03                | Aldebarán - Cabo de Cruz | 1-3 | 16-25, 25-21, 22-25, 18-25        |
| 08-01                | Guaguas - Palma          | 3-0 | 25-16, 25-19, 25-14               |

| Quattordicesima giornata |                           |     |                                   |
|                          |                           |     |                                   |
| 15-01                    | Guaguas - Emevé           | 3-0 | 25-14, 25-18, 25-23               |
| 15-01                    | Palma - Aldebarán         | 3-0 | 25-22, 25-20, 25-18               |
| 10-03                    | Cabo de Cruz - Almería    | 3-0 | 25-0, 25-0, 25-0                  |
| 14-02                    | Melilla - Teruel          | 3-2 | 25-21, 25-20, 26-28, 22-25, 15-10 |
| 15-01                    | Valencia - Manacor        | 3-2 | 20-25, 25-23, 25-20, 26-28, 15-5  |
| 15-01                    | Eivissa - Río Duero Soria | 1-3 | 22-25, 23-25, 25-17, 17-25        |

| Quindicesima giornata |                            |     |                            |
|                       |                            |     |                            |
| 22-01                 | Emevé - Eivissa            | 0-3 | 22-25, 23-25, 11-25        |
| 22-01                 | Río Duero Soria - Valencia | 3-0 | 25-22, 25-21, 25-20        |
| 22-01                 | Manacor - Melilla          | 1-3 | 25-20, 21-25, 21-25, 20-25 |
| 21-02                 | Teruel - Cabo de Cruz      | 0-3 | 23-25, 22-25, 22-25        |
| 22-01                 | Almería - Palma            | 1-3 | 23-25, 23-25, 27-25, 23-25 |
| 22-01                 | Aldebarán - Guaguas        | 0-3 | 15-25, 17-25, 9-25         |

| Sedicesima giornata |                           |     |                                   |
|                     |                           |     |                                   |
| 29-01               | Aldebarán - Emevé         | 3-2 | 27-29, 22-25, 25-20, 25-21, 15-10 |
| 29-01               | Guaguas - Almería         | 3-2 | 16-25, 25-22, 29-31, 25-14, 15-11 |
| 29-01               | Palma - Teruel            | 3-1 | 23-25, 25-20, 25-16, 25-19        |
| 16-02               | Cabo de Cruz - Manacor    | 3-0 | 25-23, 26-24, 25-22               |
| 30-01               | Melilla - Río Duero Soria | 3-0 | 25-23, 25-17, 25-23               |
| 30-01               | Valencia - Eivissa        | 3-1 | 22-25, 25-10, 25-23, 25-17        |

| Diciassettesima giornata |                                |     |                                  |
|                          |                                |     |                                  |
| 05-02                    | Emevé - Valencia               | 0-3 | 21-25, 23-25, 19-25              |
| 05-02                    | Eivissa - Melilla              | 0-3 | 13-25, 20-25, 21-25              |
| 05-02                    | Río Duero Soria - Cabo de Cruz | 3-2 | 19-25, 25-17, 28-30, 25-21, 15-6 |
| 05-02                    | Manacor - Palma                | 3-1 | 25-20, 29-31, 25-22, 25-19       |
| 05-02                    | Teruel - Guaguas               | 3-1 | 27-25, 21-25, 25-22, 25-19       |
| 16-02                    | Almería - Aldebarán            | 3-0 | 25-17, 25-13, 25-19              |

| Diciottesima giornata |                         |     |                                  |
|                       |                         |     |                                  |
| 12-02                 | Almería - Emevé         | 3-1 | 21-25, 25-9, 25-15, 25-18        |
| 12-02                 | Aldebarán - Teruel      | 2-3 | 25-23, 19-25, 25-20, 21-25, 9-15 |
| 12-02                 | Guaguas - Manacor       | 3-1 | 25-22, 25-17, 20-25, 25-22       |
| 12-02                 | Palma - Río Duero Soria | 3-1 | 25-17, 28-26, 13-25, 25-15       |
| 12-02                 | Cabo de Cruz - Eivissa  | 3-0 | 25-19, 25-20, 25-22              |
| 13-02                 | Melilla - Valencia      | 3-0 | 25-19, 25-21, 25-23              |

| Diciannovesima giornata |                           |     |                                   |
|                         |                           |     |                                   |
| 19-02                   | Emevé - Melilla           | 1-3 | 21-25, 25-22, 15-25, 23-25        |
| 19-02                   | Valencia - Cabo de Cruz   | 3-2 | 25-20, 25-23, 24-26, 19-25, 15-13 |
| 19-02                   | Eivissa - Palma           | 0-3 | 20-25, 18-25, 25-27               |
| 19-02                   | Río Duero Soria - Guaguas | 3-1 | 23-25, 25-23, 25-19, 25-18        |
| 19-02                   | Manacor - Aldebarán       | 3-0 | 25-16, 25-22, 25-23               |
| 19-02                   | Teruel - Almería          | 1-3 | 16-25, 20-25, 25-19, 19-25        |

| Ventesima giornata |                             |     |                                   |
|                    |                             |     |                                   |
| 05-03              | Teruel - Emevé              | 3-2 | 25-21, 23-25, 25-22, 20-25, 15-11 |
| 05-03              | Almería - Manacor           | 3-1 | 25-15, 25-16, 23-25, 25-16        |
| 05-03              | Aldebarán - Río Duero Soria | 2-3 | 20-25, 18-25, 25-21, 26-24, 11-15 |
| 05-03              | Guaguas - Eivissa           | 3-0 | 25-17, 25-12, 25-19               |
| 05-03              | Palma - Valencia            | 3-2 | 20-25, 25-22, 21-25, 25-15, 15-8  |
| 05-03              | Cabo de Cruz - Melilla      | 2-3 | 25-19, 15-25, 25-19, 21-25, 13-15 |

| Ventunesima giornata |                           |     |                                   |
|                      |                           |     |                                   |
| 12-03                | Cabo de Cruz - Emevé      | 3-2 | 23-25, 25-23, 25-20, 23-25, 15-12 |
| 12-03                | Melilla - Palma           | 3-0 | 25-16, 25-22, 25-18               |
| 12-03                | Valencia - Guaguas        | 1-3 | 23-25, 17-25, 25-16, 17-25        |
| 12-03                | Eivissa - Aldebarán       | 1-3 | 20-25, 25-22, 22-25, 22-25        |
| 12-03                | Río Duero Soria - Almería | 3-0 | 25-0, 25-0, 25-0                  |
| 12-03                | Manacor - Teruel          | 1-3 | 21-25, 25-22, 20-25, 15-25        |

| Ventiduesima giornata |                          |     |                                   |
|                       |                          |     |                                   |
| 19-03                 | Emevé - Manacor          | 3-0 | 25-21, 25-22, 25-20               |
| 19-03                 | Teruel - Río Duero Soria | 3-0 | 25-22, 30-28, 25-20               |
| 19-03                 | Almería - Eivissa        | 3-0 | 25-19, 25-14, 25-12               |
| 19-03                 | Aldebarán - Valencia     | 2-3 | 14-25, 21-25, 25-18, 27-25, 10-15 |
| 19-03                 | Guaguas - Melilla        | 0-3 | 23-25, 23-25, 24-26               |
| 19-03                 | Palma - Cabo de Cruz     | 3-1 | 25-14, 20-25, 25-20, 25-21        |

#### Classifica
| Pos. | Squadra         | Pt | G  | V  | P  | SV | SP | Ratio | PF    | PS    | Ratio |
| ---- | --------------- | -- | -- | -- | -- | -- | -- | ----- | ----- | ----- | ----- |
| 1.   | Melilla         | 54 | 22 | 18 | 4  | 62 | 23 | 2,696 | 1 991 | 1 737 | 1,146 |
| 2.   | Almería         | 53 | 22 | 18 | 4  | 57 | 24 | 2,375 | 1 765 | 1 628 | 1,084 |
| 3.   | Guaguas         | 48 | 22 | 16 | 6  | 54 | 25 | 2,160 | 1 891 | 1 648 | 1,147 |
| 4.   | Río Duero Soria | 42 | 22 | 15 | 7  | 50 | 31 | 1,613 | 1 904 | 1 708 | 1,115 |
| 5.   | Palma           | 37 | 22 | 13 | 9  | 46 | 38 | 1,211 | 1 902 | 1 869 | 1,018 |
| 6.   | Teruel          | 37 | 22 | 12 | 10 | 47 | 41 | 1,146 | 1 986 | 1 951 | 1,018 |
| 7.   | Cabo de Cruz    | 35 | 22 | 10 | 12 | 47 | 42 | 1,119 | 1 970 | 1 918 | 1,027 |
| 8.   | Manacor         | 33 | 22 | 11 | 11 | 40 | 40 | 1,000 | 1 799 | 1 793 | 1,003 |
| 9.   | Valencia        | 19 | 22 | 7  | 15 | 27 | 54 | 0,500 | 1 691 | 1 820 | 0,929 |
| 10.  | Emevé           | 18 | 22 | 6  | 16 | 28 | 56 | 0,500 | 1 704 | 1 942 | 0,877 |
| 11.  | Aldebarán       | 11 | 22 | 3  | 19 | 19 | 60 | 0,317 | 1 569 | 1 879 | 0,835 |
| 12.  | Eivissa         | 9  | 22 | 3  | 19 | 16 | 59 | 0,271 | 1 527 | 1 806 | 0,846 |

      Qualificata ai play-off scudetto.
      Retrocessa in Superliga 2 de Voleibol Masculina.

### Play-off scudetto

#### Tabellone
|  | Quarti di finale | Quarti di finale | Quarti di finale | Quarti di finale | Quarti di finale |   |         | Semifinali | Semifinali | Semifinali | Semifinali | Semifinali |  |  | Finale | Finale | Finale | Finale | Finale | Finale | Finale |  |
|  |                  |                  |                  |                  |                  |   |         |            |            |            |            |            |  |  |        |        |        |        |        |        |        |  |
|  | 1                | Melilla          | 3                | 3                |                  |   |         |            |            |            |            |            |  |  |        |        |        |        |        |        |        |  |
|  | 1                | Melilla          | 3                | 3                |                  |   |         |            |            |            |            |            |  |  |        |        |        |        |        |        |        |  |
|  | 8                | Manacor          | 2                | 1                |                  |   |         |            |            |            |            |            |  |  |        |        |        |        |        |        |        |  |
|  | 8                | Manacor          | 2                | 1                |                  | 1 | Melilla | 3          | 3          |            |            |            |  |  |        |        |        |        |        |        |        |  |
|  |                  |                  |                  |                  |                  | 1 | Melilla | 3          | 3          |            |            |            |  |  |        |        |        |        |        |        |        |  |
|  |                  |                  | 5                | Palma            | 0                | 0 |         |            |            |            |            |            |  |  |        |        |        |        |        |        |        |  |
|  | 4                | Río Duero Soria  | 5                | Palma            | 0                | 0 | 1       | 2          |            |            |            |            |  |  |        |        |        |        |        |        |        |  |
|  | 4                | Río Duero Soria  |                  |                  |                  |   |         |            |            |            |            |            |  |  |        |        |        |        |        |        |        |  |
|  | 5                | Palma            | 3                | 3                |                  |   |         |            |            |            |            |            |  |  |        |        |        |        |        |        |        |  |
|  | 5                | Palma            | 3                | 3                |                  | 1 | Melilla | 1          | 0          | 1          |            |            |  |  |        |        |        |        |        |        |        |  |
|  |                  |                  |                  |                  |                  |   |         |            |            |            |            |            |  |  |        |        |        |        |        |        |        |  |
|  |                  |                  | 2                | Almería          | 3                | 3 | 3       |            |            |            |            |            |  |  |        |        |        |        |        |        |        |  |
|  | 2                | Almería          | 2                | Almería          | 3                | 3 | 3       | 3          | 3          |            |            |            |  |  |        |        |        |        |        |        |        |  |
|  | 2                | Almería          |                  |                  |                  |   |         |            |            |            |            |            |  |  |        |        |        |        |        |        |        |  |
|  | 7                | Cabo de Cruz     | 0                | 0                |                  |   |         |            |            |            |            |            |  |  |        |        |        |        |        |        |        |  |
|  | 7                | Cabo de Cruz     | 0                | 0                |                  | 2 | Almería | 1          | 3          | 3          |            |            |  |  |        |        |        |        |        |        |        |  |
|  |                  |                  |                  |                  |                  | 2 | Almería | 1          | 3          | 3          |            |            |  |  |        |        |        |        |        |        |        |  |
|  |                  |                  | 3                | Guaguas          | 3                | 2 | 2       |            |            |            |            |            |  |  |        |        |        |        |        |        |        |  |
|  | 3                | Guaguas          | 3                | Guaguas          | 3                | 2 | 2       | 2          | 3          | 3          |            |            |  |  |        |        |        |        |        |        |        |  |
|  | 3                | Guaguas          |                  |                  |                  |   |         |            |            | 3          |            |            |  |  |        |        |        |        |        |        |        |  |
|  | 6                | Teruel           | 3                | 0                | 0                |   |         |            |            |            |            |            |  |  |        |        |        |        |        |        |        |  |

#### Risultati

##### Quarti di finale
| Gara 1 |                         |     |                                   |
|        |                         |     |                                   |
| 26-03  | Manacor - Melilla       | 2-3 | 26-24, 25-20, 22-25, 22-25, 12-15 |
| 26-03  | Palma - Río Duero Soria | 3-1 | 25-16, 23-25, 25-23, 25-20        |
| 26-03  | Cabo de Cruz - Almería  | 0-3 | 17-25, 22-25, 15-25               |
| 27-03  | Teruel - Guaguas        | 3-2 | 25-23, 26-28, 24-26, 25-17, 15-12 |

| Gara 2 |                         |     |                                   |
|        |                         |     |                                   |
| 02-04  | Melilla - Manacor       | 3-1 | 25-16, 17-25, 25-19, 25-20        |
| 02-04  | Río Duero Soria - Palma | 2-3 | 25-23, 25-20, 23-25, 22-25, 15-17 |
| 01-04  | Almería - Cabo de Cruz  | 3-0 | 33-31, 25-16, 25-14               |
| 02-04  | Guaguas - Teruel        | 3-0 | 27-25, 25-23, 25-14               |

| Gara 3 |                  |     |                     |
|        |                  |     |                     |
| 03-04  | Guaguas - Teruel | 3-0 | 25-18, 25-20, 25-20 |

##### Semifinali
| Gara 1 |                   |     |                            |
|        |                   |     |                            |
| 10-04  | Palma - Melilla   | 0-3 | 22-25, 16-25, 23-25        |
| 09-04  | Guaguas - Almería | 3-1 | 22-25, 25-23, 25-15, 25-19 |

| Gara 2 |                   |     |                                  |
|        |                   |     |                                  |
| 16-04  | Melilla - Palma   | 3-0 | 25-18, 25-16, 25-21              |
| 16-04  | Almería - Guaguas | 3-2 | 22-25, 26-24, 21-25, 25-21, 15-8 |

| Gara 3 |                   |     |                                   |
|        |                   |     |                                   |
| 17-04  | Almería - Guaguas | 3-2 | 19-25, 20-25, 27-25, 25-23, 15-12 |

##### Finale
| Gara 1 |                   |     |                            |
|        |                   |     |                            |
| 23-04  | Melilla - Almería | 1-3 | 24-26, 25-22, 20-25, 21-25 |

| Gara 2 |                   |     |                     |
|        |                   |     |                     |
| 24-04  | Melilla - Almería | 0-3 | 17-25, 16-25, 14-25 |

| Gara 3 |                   |     |                            |
|        |                   |     |                            |
| 30-04  | Almería - Melilla | 3-1 | 22-25, 25-23, 25-16, 25-19 |

## Verdetti
| Squadra   | Qualificazione                    |
| --------- | --------------------------------- |
| Guaguas   | Challenge Cup 2022-23             |
| Melilla   | Challenge Cup 2022-23             |
| Aldebarán | Retrocessa in Superliga 2 2022-23 |
| Eivissa   | Retrocessa in Superliga 2 2022-23 |

## Statistiche
| Rendimento individuale | Rendimento individuale | Rendimento individuale | Rendimento individuale |
| Pos.                   | Nome                   | Punti                  | Squadra                |
| ---------------------- | ---------------------- | ---------------------- | ---------------------- |
| 1                      | Pablo Kukartsev        | 607                    | Almería                |
| 2                      | Rodrigo de Melo        | 575                    | Palma                  |
| 3                      | Federico Martina       | 514                    | Melilla                |
| 4                      | Álvaro Gimeno          | 437                    | Río Duero Soria        |
| 5                      | José Romero            | 407                    | Cabo de Cruz           |
| 6                      | Leonardo Pinheiro      | 390                    | Aldebarán              |
| 7                      | Yadrian Escobar        | 373                    | Guaguas                |
| 8                      | Felipe Benavidez       | 366                    | Cabo de Cruz           |
| 8                      | Agustín Bruschini      | 366                    | Emevé                  |
| 10                     | Andrés Villena         | 348                    | Teruel                 |

| Attacchi vincenti | Attacchi vincenti | Attacchi vincenti | Attacchi vincenti |
| Pos.              | Nome              | Punti             | Squadra           |
| ----------------- | ----------------- | ----------------- | ----------------- |
| 1                 | Rodrigo de Melo   | 529               | Palma             |
| 2                 | Pablo Kukartsev   | 496               | Almería           |
| 3                 | Federico Martina  | 471               | Melilla           |
| 4                 | Álvaro Gimeno     | 371               | Río Duero Soria   |
| 5                 | Leonardo Pinheiro | 363               | Aldebarán         |
| 6                 | José Romero       | 342               | Cabo de Cruz      |
| 7                 | Yadrian Escobar   | 332               | Guaguas           |
| 8                 | Agustín Bruschini | 324               | Emevé             |
| 9                 | Felipe Benavidez  | 315               | Cabo de Cruz      |
| 10                | Andrés Villena    | 289               | Teruel            |

| Muri vincenti | Muri vincenti            | Muri vincenti | Muri vincenti   |
| Pos.          | Nome                     | Punti         | Squadra         |
| ------------- | ------------------------ | ------------- | --------------- |
| 1             | Miquel Àngel Fornés      | 73            | Almería         |
| 2             | Víctor Méndez            | 67            | Manacor         |
| 3             | Pablo Bugallo            | 64            | Teruel          |
| 4             | Jean Diedhiou            | 61            | Melilla         |
| 5             | Maximiliano Scarpín      | 59            | Melilla         |
| 6             | Carlos de Carvalho       | 57            | Palma           |
| 7             | Mario Augusto dos Santos | 56            | Río Duero Soria |
| 7             | Pablo Kukartsev          | 56            | Almería         |
| 9             | Renan Levandoski         | 55            | Cabo de Cruz    |
| 10            | José Verdi               | 54            | Aldebarán       |

| Battute vincenti | Battute vincenti     | Battute vincenti | Battute vincenti |
| Pos.             | Nome                 | Punti            | Squadra          |
| ---------------- | -------------------- | ---------------- | ---------------- |
| 1                | Pablo Kukartsev      | 55               | Almería          |
| 2                | Javier Monfort       | 48               | Melilla          |
| 3                | Thiago Vanole        | 43               | Manacor          |
| 4                | Raymond Barsemian    | 41               | Manacor          |
| 4                | Armando Dangel       | 41               | Valencia         |
| 6                | Felipe Benavidez     | 39               | Cabo de Cruz     |
| 7                | Álvaro Gimeno        | 36               | Río Duero Soria  |
| 8                | Jorge Almansa        | 32               | Guaguas          |
| 8                | Gregory Petty        | 32               | Teruel           |
| 10               | Jorge Fernández      | 28               | Almería          |
| 10               | Juan Manuel González | 28               | Almería          |